# Championnats de Tunisie d'athlétisme 1963
Navigation
1962 1964
Les championnats de Tunisie d'athlétisme 1963 sont une compétition tunisienne d'athlétisme se disputant en 1963.
Malgré le retour des compétitions féminines relancées par la Zitouna Sports, le nombre de participants reste limité et quatre épreuves sont annulées chez les hommes alors qu'une autre n'a pas permis d'atteindre le minima exigé. 21 titres, au total, sont attribués.

## Palmarès
| Discipline            | Hommes                                | Hommes        | Femmes          | Femmes       |
| --------------------- | ------------------------------------- | ------------- | --------------- | ------------ |
| 100 m                 | Boubaker Gbonteni                     | 11 s 6        | Dalila Zaghdoud | 15 s         |
| 200 m                 | Jamel Eddine Bouabsa                  | 23 s 8        |                 |              |
| 400 m                 | Mohamed Gueniche                      | 51 s 6        |                 |              |
| 800 m                 | Brahim Chemam                         | 1 min 55 s 2  |                 |              |
| 1 500 m               | Mohammed Gammoudi                     | 3 min 56 s    |                 |              |
| 5 000 m               | Mohammed Gammoudi                     | 14 min 23 s 4 |                 |              |
| 10 000 m              | Non disputé                           |               | -               | -            |
| 110 m haies           | Ali Hammami                           | 17 s 6        |                 |              |
| 400 m haies           | Ali Hammami                           | 59 s 1        |                 |              |
| 3 000 m steeple       | Ayachi Labidi                         | 9 min 5 s 6   |                 |              |
| Relais 4 × 100 mètres | Centre d'éducation physique militaire | 46 s 8        | Zitouna Sports  | 1 min 30 s 4 |
| Relais 4 × 400 mètres | Centre d'éducation physique militaire | 3 min 32 s 1  |                 |              |
| Saut en longueur      | Mohamed Ferjani                       | 6,09 m        |                 |              |
| Triple saut           | Brahim Karabi                         | 13,83 m       |                 |              |
| Saut en hauteur       | Mohamed Senoussi                      | 1,75 m        | Nabiha Kalaï    | 1,25 m       |
| Saut à la perche      | Non disputé                           |               |                 |              |
| Lancer du poids       | Non disputé                           |               | Saloua Zenati   | 9,12 m       |
| Lancer du disque      | Non disputé                           | 30,31 m       | Rejeb[Qui ?]    | 17,56 m      |
| Lancer du marteau     | Chedly Chaâr                          | 34,46 m       | -               | -            |
| Lancer du javelot     | Titre non attribué                    |               | Dalila Zaghdoud | 21,27 m      |
| Décathlon             |                                       |               |                 |              |
| Heptathlon            |                                       |               |                 |              |
| Marathon              |                                       |               |                 |              |